# Royaume de Sukhothaï
1238–1438
- Royaume d'Ava
- Phayao
- Royaume de Lavo
- Royaume d'Hanthawaddy
- Lanna
- Royaume de Sukhothaï
- Empire khmer
- Dai Viet
- Champa
- Sultanant de Kedah
- Majapahit
- autres: États malais, Chine etc.

Entités précédentes :
- Royaume de Lavo
- Empire khmer

Entités suivantes :
- Royaume d'Ayutthaya

Le royaume de Sukhothaï (thaï ราชอาณาจักรสุโขทัย) est un ancien royaume thaï centré sur la ville de Sukhothaï, dans le centre-nord de l'actuelle Thaïlande. Créé en 1238, il disparut en 1438. Les ruines de sa capitale, situées à 12 km de la Sukhothaï d'aujourd'hui, dans le Tambon Mueang Kao, ont été inscrites au patrimoine mondial de l'humanité en 1991.

## Histoire

### Origines
Avant le XIIIe siècle, des royaumes Tais étaient établis dans les collines de l'extrême nord de l'actuelle Thaïlande, notamment le royaume de Ngoen Yang (prédécesseur du Lanna autour de Chiang Saen, dans l'actuelle province de Chiang Rai) et le royaume Lü de Heokam (autour de Chiang Hung, l'actuelle Jinghong au Yunnan). Sukhothaï était un centre commercial du royaume de Lavo, vassal de l'Empire khmer dont la capitale était l'actuelle Lopburi. Les migrations des populations Thaïs dans la haute-vallée de la Chao Phraya étaient encore en cours.
Selon les historiens modernes, la sécession de Sukhothaï d'avec l'Empire khmer commença dès 1180, sous le règne de Po Khun Sri Naw Namthom, souverain de Sukhothaï et de la cité voisine de Sri Satchanalai (actuel Amphoe Si Satchanalai, dans la province de Sukhothaï). Sukhothaï bénéficiait à cette époque d'une large autonomie, mais elle fut reprise vers 1180 par les Môns de Lavo sous leur roi Khomsabad Khlonlampong.
Deux frères, Po Khun Bangklanghao et Po Khun Phameung (Po Khun était un titre de noblesse) arrachèrent Sukhothai aux Môns en 1239. Bangklanghao gouverna Sukhothai sous le nom de Sri Indrathit et fut le premier souverain de la dynastie Phra Ruang. Il agrandit son royaume aux cités voisines. À la fin de son règne en 1257, le royaume de Sukhothaï couvrait toute la haute vallée de la Chao Phraya.
Les historiens thaïs traditionnels considèrent la fondation du royaume de Sukhothaï comme le début de leur nation, car on connait peu de choses sur les royaumes précédents, même si les études des historiens modernes ont montré que l'histoire thaï commence avant. Elle est donc célébrée encore aujourd'hui.

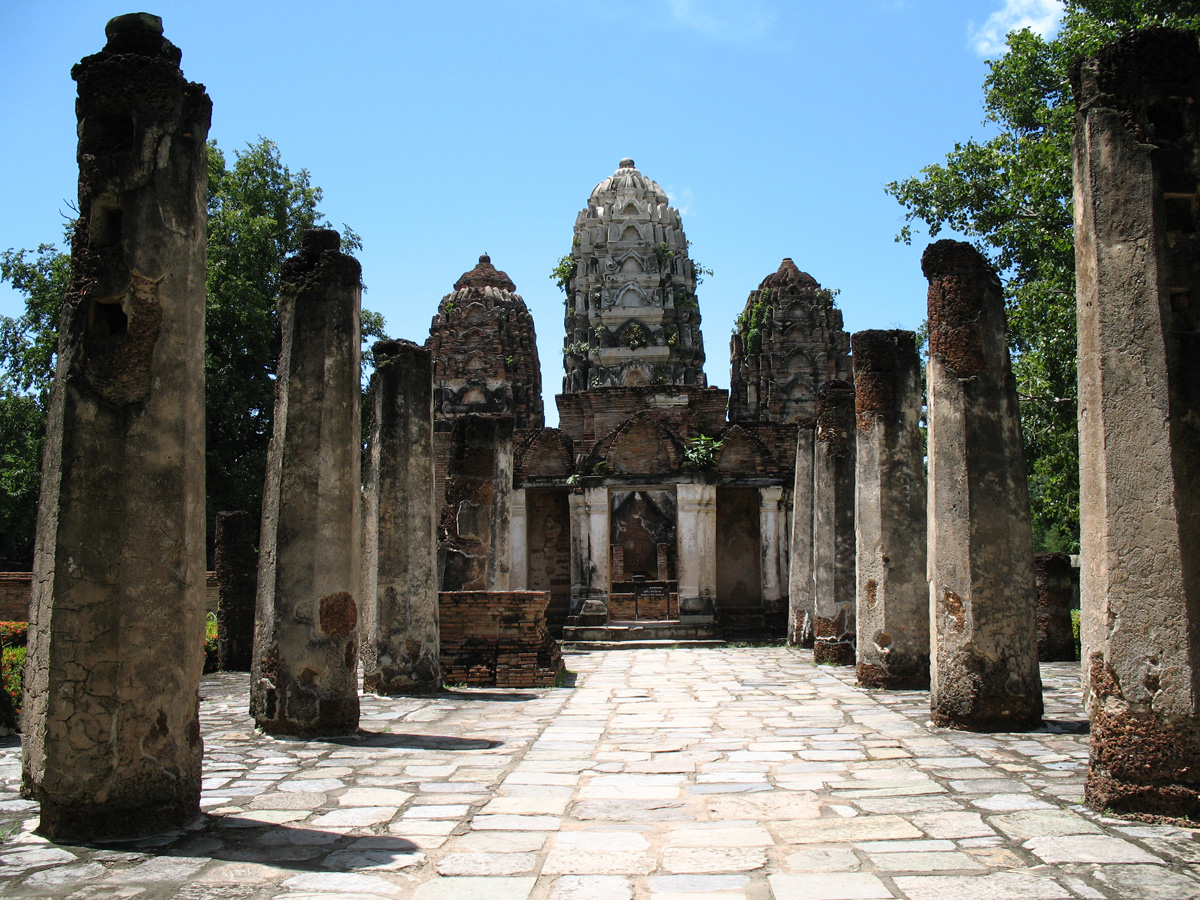
Wat Si Sawai, parc historique de Sukhothaï

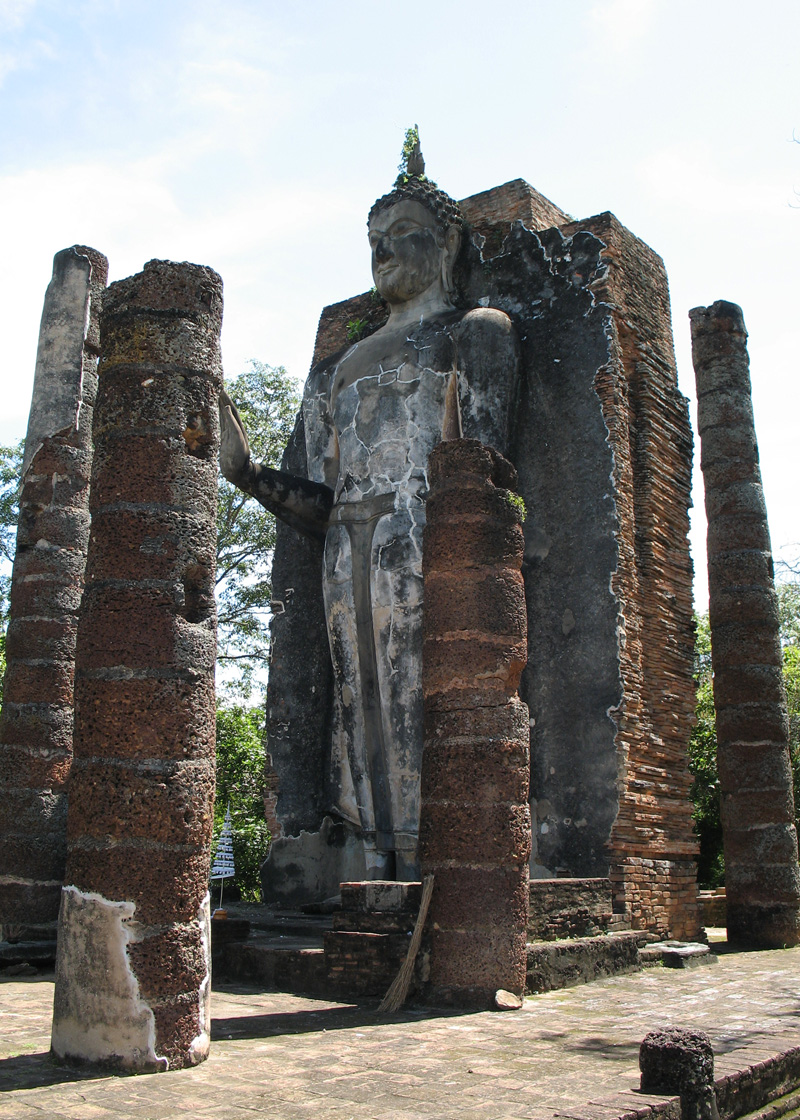
Wat Saphan Hin, parc historique de Sukhothaï

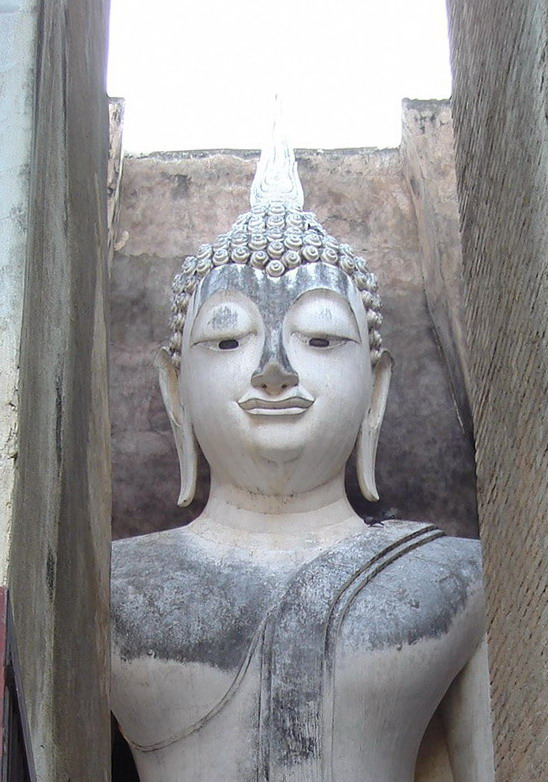
Phra Achana, Wat Si Chum, parc historique de Sukhothaï

### Expansion sous Ramkamhaeng
Po Khun Banmeaung et son frère Ramkhamhaeng (r. 1239-1317) agrandirent le royaume aux dépens des civilisations voisines. Pour la première fois, un état Thaï devenait un pouvoir dominant en Asie du Sud-Est. La tradition historique décrit l'expansion de Sukhothaï avec force détails, mais l'exactitude de ceux-ci est discutée. Dans le sud, Ramkamhaeng soumit le royaume de Supannabhum et Sri Thamnakorn (Tambralinga, dans la péninsule Malaise) et, par son intermédiaire, adopta le bouddhisme theravada comme religion d'état. Dans le nord, Ramkamhaeng fit payer tribut à Phrae et Mueng Sua (Luang Prabang).
Dans l'ouest, Ramkhamhaeng vint en aide à Wareru (censé avoir enlevé sa sœur) au moment de la chute du royaume de Pagan, pour fonder un royaume môn à Martaban (le royaume d'Hanthawaddy, plus tard centré sur Pégou). Pour cette raison, les historiens thaïlandais considèrent que ce royaume était vassal de Sukhothaï. Dans les faits, cette domination était probablement purement formelle.
Ramkhamhaeng demanda aux moines de Sri Thamnakorn de propager le bouddhisme theravada à Sukhothaï. En 1283, il inventa l'alphabet thaï, figuré sur la fameuse « stèle de Ramkamhaeng » découverte par le roi Mongkut (Rama IV) 600 ans plus tard, une stèle qui évoque de manière idyllique la vie des Thaïs à Sukhothai, cité où chacun a sa place sous la protection de la Loi du Bouddha et sous celle d'un souverain juste et soucieux de son peuple. Cette stèle représente un témoignage capital sur Sukhothaï à l'époque.
Le gouvernement de Ramkhamhaeng est caractéristique de celui du royaume de Sukhothaï, un type monarchique patrocratique, où le roi est considéré comme le père et les sujets comme ses enfants. Ramkhamhaeng encouragea le commerce en déclarant : « Qui souhaite vendre des éléphants, qu'il le fasse. Qui souhaite vendre des chevaux, qu'il le fasse. »
C'est aussi de cette époque que datent les premières relations avec la nouvelle dynastie Yuan et que Sukhothaï commença à envoyer des missions commerciales en Chine. Sukhothaï exportait des Sangkalok (littéralement, des poteries de la dynastie Song !). Ce fut la seule période où le Siam produisit des céramiques de style chinois.

### Déclin et domination d'Ayutthaya
La puissance de Sukhothaï fut de courte durée. Après la mort de Ramkhamhaeng, les royaumes vassaux s'émancipèrent sous le règne de son fils Phaya Loethai (1298-1323). Ce furent d'abord la province d'Uttaradit dans le nord, puis les royaumes laotiens de Luang Prabang et Vientiane. En 1319, les Môns rompirent leur allégeance dans l'ouest et en 1321 le Lanna (fondé en 1259) s'empara de Tak, une des plus anciennes villes contrôlées par Sukhothaï. Dans le sud, la puissante cité de Suphanburi prit également son indépendance sous le règne de Loethai. Ainsi le royaume fut-il rapidement réduit à son ancienne puissance locale. Puis à partir de 1350, le nouveau royaume d'Ayutthaya ne cessa de gagner de la puissance. En 1378 ses armées envahirent Sukhothai et le roi Thammaracha II fut obligé de devenir son vassal.

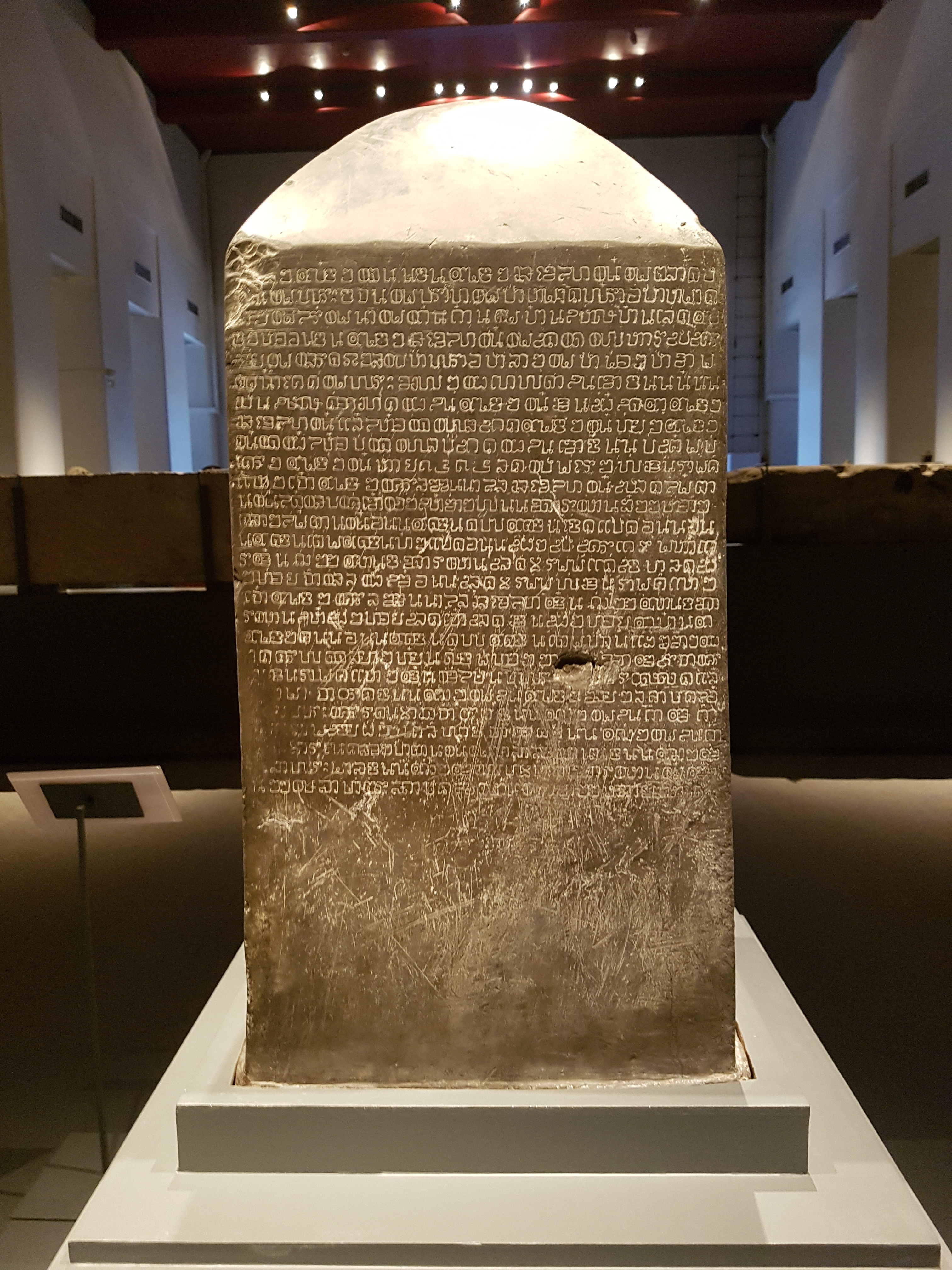
Stèle de Ramkhamhaeng, musée national de Bangkok

En 1419, devant le déclin de la ville, le roi Saluethai transféra sa capitale à Phitsanulok.
En 1424, après la mort de Sailuethai, les deux frères Paya Ram et Paya Banmeung s'affrontèrent pour le trône. Le roi Nagarindrathirat d'Ayutthaya intervint en divisant le royaume entre eux. Leur sœur épousa Borommaracha II d'Ayutthaya et eut un fils, le prince Ramesuan. Boromban étant mort sans héritier en 1446, Ramesuan devint roi sous le nom de Trailokanat (ou Boromtrailokanat). Il fut aussi couronné roi d'Ayutthaya en 1448, ce qui marque la fin du royaume de Sukhothaï.
Le Silajaruek Sukhothai est un ensemble de centaines d'inscriptions sur pierre formant une chronique de cette période. Les plus importantes sont la stèle de Ramkhamhaeng (Silajaruek Pho Khun Ramkhamhaeng), le Silajaruek Wat Srichum (un récit de l'histoire de la région et du Sri Lanka) et le Silajaruek Wat Pamamuang (un récit politico-religieux du règne du roi Loethai).

## Liste des rois de Sukhothaï
| Nom                                                  | Naissance      | Début de règne     | Fin de règne                              | Décès                                     | Relation avec les précédents                          |
| ---------------------------------------------------- | -------------- | ------------------ | ----------------------------------------- | ----------------------------------------- | ----------------------------------------------------- |
| Pho Khun Sri Indrathit (Pho Khun Bang Klang Hao)     | ?              | 1238               | 1257 (19 ans). Abdication. Décès en 1270. | 1257 (19 ans). Abdication. Décès en 1270. | * Fondateur du royaume                                |
| Pho Khun Ban Muang                                   | ?              | 1257-1279 (22 ans) | 1257-1279 (22 ans)                        | 1257-1279 (22 ans)                        | * Fils aîné de Sri Indrathit                          |
| Pho Khun Rama Kamhaeng Le Grand (Pho Khun Ramaracha) | vers 1237-1247 | 1279               | 1298 (19 ans)                             | 1298 (19 ans)                             | * Frère cadet de Ban Muang * 3e fils de Sri Indrathit |
| Phaya Loe Thaï                                       | ?              | 1298               | 1323 (25 ans)                             | 1323 (25 ans)                             | * Fils de Rama Khamhaeng                              |
| Phaya Ngua Namthom                                   | ?              | 1323               | 1347 (24 ans)                             | 1347 (24 ans)                             | * Cousin de Loe Thai * Fils de Ban Muang              |
| Phaya Lue Thaï (Phra Maha Thammaracha I)             | ?              | 1347               | 1368 (21 ans)                             | 1368 (21 ans)                             | * Cousin de Ngua Namthom * Fils de Loe Thaï           |
| Sous la domination du royaume d'Ayutthaya            |                |                    |                                           |                                           |                                                       |
| Phaya Sai Li Thaï (Phra Maha Thammaracha II)         | ?              | 1368               | 1399 (31 ans)                             | 1399 (31 ans)                             | * Fils de Lue Thaï                                    |
| Phaya Sai Leu Thaï (Phra Maha Thammaracha III)       | 1399           | 1419 (20 ans)      | 1419 (20 ans)                             | * Fils de Sai Li Thaï                     |                                                       |
| Phaya Borommapan (Phra Maha Thammaracha IV)          | ?              | 1419               | 1438 (19 ans)                             | 1438 (19 ans)                             | * Fils de Sai Leu Thaï                                |

## Sukhothaï dans l'historiographie thaïlandaise

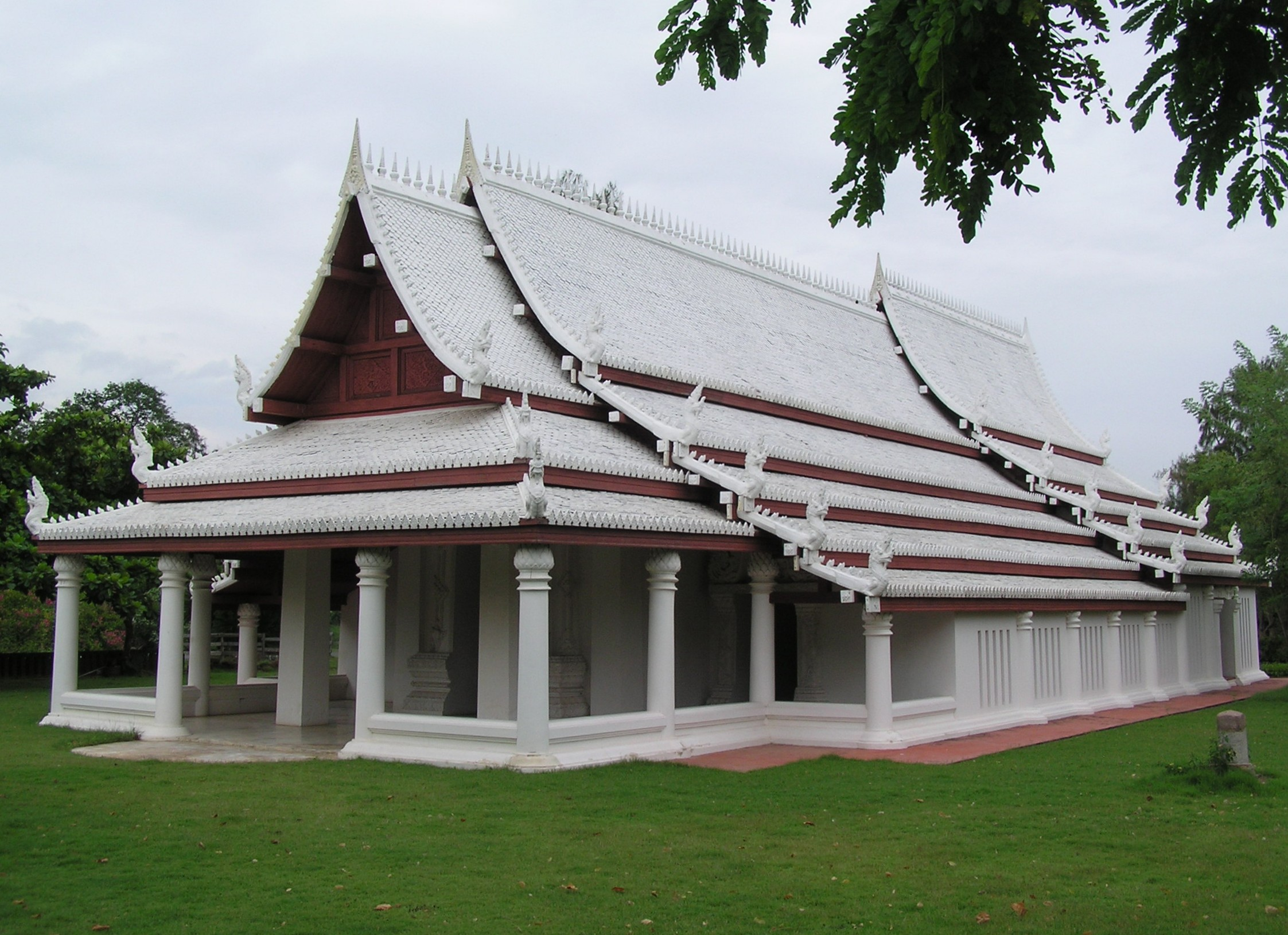
« Conception créative » du temple royal de Sukhothaï (wihan ; salle d'assemblée pour les bouddhistes, laïcs et religieux) au parc historique de l'Ancien Siam (Muang Boran) à Samut Prakan.

L'histoire de Sukhothaï fut intégrée pour la première fois à l'histoire « nationale » thaï par le roi Mongkut (Rama IV), dans un traité offert à la fin du XIXe siècle à la mission diplomatique britannique. Mongkut est considéré comme le champion de l'histoire de Sukhothaï, basée sur sa découverte de la stèle de Ramkhamhaeng, « première preuve » de cette histoire.
À partir de là, Sukhothaï fut intégrée à l'histoire moderne du Siam, puis de la Thaïlande, comme étape du processus de construction de la nation. Sukhothaï était la « première capitale nationale », suivie par Ayutthaya, puis Thonburi et enfin Rattanakosin (l'actuelle Bangkok). L'histoire de Sukhothaï fut cruciale pour les « modernistes » thaïs, qu'ils soient de tendance conservatrice ou révolutionnaire.
Elle resta importante après la révolution siamoise de 1932, par laquelle la monarchie devint constitutionnelle. Les publications et les recherches sur Sukhothaï devinrent abondantes. Des détails des inscriptions furent étudiés et « théorisés ». Un des thèmes les plus populaires fut la relation entre le roi et son peuple, décrite comme une relation « père-fils », « semence » de la « démocratie thaï ». L'histoire de Sukhothaï devint le modèle de la « liberté ». Pour l'essayiste communiste Chit Phumisak (1930-1966), la période de Sukhothaï marquait le début du mouvement de libération du peuple thaï contre l'oppresseur étranger, Angkor.
Durant la dictature militaire, à partir des années 1950, Sukhothaï fut placée dans les programmes éducatifs thaïlandais. Son modèle paternaliste et libéral fut opposé à l'idéologie étrangère de la tradition angkorienne, comparée au communisme. D'autres aspects furent étudiés sérieusement, comme le statut des roturiers et des esclaves, et la situation économique. Ces thèmes furent largement débattus lors des affrontements idéologiques de la guerre froide et des insurrections des années 1960-1970.